# Beat Rhyner
Beat Rhyner (ur. 9 stycznia 1901 w Elm, zm. w sierpniu 1975) w Mitlödi – szwajcarski strzelec, olimpijczyk, mistrz świata.
Pochodził z kantonu Glarus (związany z miejscowością Mitlödi), należał do miejskiego stowarzyszenia strzeleckiego w Glarus (Stadtschützengesellschaft Glarus). 
Rhyner dwukrotnie wystąpił na igrzyskach olimpijskich (IO 1948, IO 1952), nie zdobywając jednak żadnego medalu. Za każdym razem startował w pistolecie dowolnym z 50 m, w którym zajmował odpowiednio 5. i 8. miejsce.
Szwajcar jest pięciokrotnym medalistą mistrzostw świata. Jedyne złoto zdobył w 1949 roku, kiedy został mistrzem świata w pistolecie dowolnym z 50 m (był to zarazem jego jedyny medal w indywidualnej konkurencji). Był dwukrotnym wicemistrzem świata, osiągając powyższe tytuły w drużynowym strzelaniu z pistoletu dowolnego (1952) i pistoletu centralnego zapłonu (1949). Na trzecim stopniu podium stawał w 1935 roku w karabinie wojskowym w trzech postawach i w 1947 roku w pistolecie dowolnym.

## Wyniki

### Igrzyska olimpijskie
| Igrzyska | Konkurencja            | Wynik                        | Miejsce | Źródło |
| -------- | ---------------------- | ---------------------------- | ------- | ------ |
| IO 1948  | Pistolet dowolny, 50 m | 536 pkt. (90–91–96–85–91–83) | 5       | [ 5 ]  |
| IO 1952  | Pistolet dowolny, 50 m | 539 pkt. (93–92–91–87–87–89) | 8       | [ 6 ]  |

### Medale mistrzostw świata
Opracowano na podstawie materiałów źródłowych:
| Mistrzostwa       | Konkurencja                                      | Wynik             | Miejsce |
| ----------------- | ------------------------------------------------ | ----------------- | ------- |
| Rzym 1935         | Karabin wojskowy, trzy postawy, 300 m, drużynowo | 1966 pkt. (druż.) |         |
| Sztokholm 1947    | Pistolet dowolny, 50 m, drużynowo                | 2631 pkt. (druż.) |         |
| Buenos Aires 1949 | Pistolet dowolny, 50 m                           | 548 pkt.          |         |
| Buenos Aires 1949 | Pistolet centralnego zapłonu, 25 m, drużynowo    | 2160 pkt. (druż.) |         |
| Oslo 1952         | Pistolet dowolny, 50 m, drużynowo                | 2698 pkt. (druż.) |         |